# نژاد برتر پی‌سی
نژاد برتر پی‌سی (به انگلیسی: PC Master Race) یک خرده‌فرهنگ و میم اینترنتی است. این اصطلاح خودشیفتگی و عقده خدایی پی‌سی گیمرها در مواجهه با گیمرهای کنسول را توصیف می‌کند.
این افراد خود را جزء یک گروه گیمر نخبه‌گرا می‌دانند و گیمرهای کنسول را با عنوان «دهاتی کنسولی کثیف» خطاب می‌کنند. بعضی علاقه‌مندان از آن برای نشان دادن برتری فنی پی‌سی نسبت به پلتفرم‌های کنسول مثل پلی‌استیشن و اکس‌باکس استفاده می‌کنند. از دلایلی که آنها برای برتری پی‌سی می‌آورند می‌توان به گرافیک های-اند، فریم ریت بیشتر، کنترل دقیقتر گیم‌پلی (مخصوصا در بازی‌های تیراندازی اول شخص)، قیمت‌های پایین‌تر بازی پی‌سی، امکان شخصی‌سازی و ارتقای تجهیزات کامپیوتری، سازگاری عقبرو بازی‌ها و امکان خرید بازی‌های قدیمی (گاگ.کام)، مالتی‌تسکینگ و درکل پرفرمنس بیشتر پی‌سی اشاره کرد.
این اصطلاح ابتدا با عنوان «نژادبرتر پی‌سی گیمینگ باشکوه» در مجله بازی‌های ویدئویی اسکیپیست استفاده شد و یک ارجاع طنزگونه به ایدئولوژی افراطی نژاد برتر آلمان نازی است.